# Cirrhilabrus condei
Cirrhilabrus condei är en fiskart som beskrevs av Allen och Randall, 1996. Cirrhilabrus condei ingår i släktet Cirrhilabrus och familjen läppfiskar. IUCN kategoriserar arten globalt som livskraftig. Inga underarter finns listade i Catalogue of Life.